# 남북관계관리단
남북관계관리단(南北關係管理團, Inter-Korean Relations Management Bureau)은 남북한 간의 교류에 관한 남북합의서의 이행과 그에 따른 제도에 관한 사항, 남북한 간의 대화에 관한 사항 등을 관장하는 대한민국 통일부의 소속기관이다. 통일부의 기존 소속기관 중 남북회담본부와 남북출입사무소를 통폐합하여 2023년 9월 8일 발족하였다. 단장은 고위공무원단 나등급에 속하는 일반직공무원으로 보한다.

## 설치 근거 및 소관 업무

### 설치 근거
- 「통일부와 그 소속기관 직제」 제2조제1항[3]

### 소관 업무
- 대북 협상 대응전략 및 훈련계획 등의 수립·조정에 관한 사항
- 남북합의서의 점검 및 이행에 관한 사항
- 남북회담 관련 자료수집, 보존 및 관리에 관한 사항
- 남북대화·교류 관련 시설·장비의 운영·관리에 관한 사항
- 남북대화 및 출입에 관한 긴급상황 처리 대책 및 안전·보안대책의 수립·시행에 관한 사항
- 남북대화 및 남북당국 간 공동행사 등 남북대화의 운영 및 진행에 필요한 사항
- 남북합의에 따른 연락사무소 운영지원
- 남북회담 사료의 보존 및 관리에 관한 사항
- 판문점 등 북한 간 출입과 관련된 시설·장비의 설치·관리·운영 및 출입·보안·통제에 관한 사항
- 남북한 간 통신협조와 통신망의 관리 운용
- 남북한 간 연락 및 협의에 관한 사항의 종합 및 조정
- 남북교류 및 출입 질서 확립을 위한 법제도 및 정책의 수립·추진에 관한 사항
- 남북교류와 관련된 중장기계획의 수립
- 남북교류 통계·동향의 종합·분석 및 관련 시스템의 운영·관리에 관한 사항
- 남북교류와 관련된 우리 국민의 생명·재산권 보호를 위한 정책·제도 수립 및 현안대응
- 남북교류와 관련된 법령상 각종 승인, 조정 및 신고 수리 등에 관한 사항
- 남북한이 합의하는 협력지구의 개발·관리·운영 및 제도 개선과 관련된 정책의 수립·조정에 관한 사항
- 전략물자의 대북반출 관리 및 남북교류 관련 결제 업무 취급기관의 지정
- 남북한 간 출입장소 및 출입심사공무원의 지정에 관한 사항
- 지방자치단체가 추진하는 남북교류사업에 관한 조정 및 지원

## 연혁
- 2023년 9월 8일: 남북관계관리단 설치.[4]